# Я (літера)
Я, я — літера кирилиці. Є в багатьох абетках, створених на  слов'яно-кириличній графічній основі. Становить поєднання /ja/, або /a/ після м'якої приголосної. Літера звучить як «йа» (Наприклад: яблуко, м'ята, соя), коли літера стоїть на початку слова, після голосного звуку та після апострофа (ясний, мрія, зав'язь, камарилья). Я звучить як «а», коли пом'якшує попередній м'який приголосний звук (лящ, сяйво). У драгоманівці замінювалась на «ja» або «ьа», залежно від способу читання.

## Історія
З точки зору походження сучасна літера «я» поєднує дві різні кириличні букви, відомі як «малий юс» і «йотоване А», яких звучання давно збіглося, але залишилася формальна орфографічна різниця. Форма сучасної літери я, схожа на дзеркальне відображення латинської літери R, відтворює курсивне написання літери ѧ («малий юс»), котре поширилося вже в середині XVI століття (під час швидкого писання поступово зникла ліва ніжка, а ціла фігура повернулася за годинною стрілкою; рукописна лігатура ꙗ («йотоване А») виглядала як рукописне а з чубчиком, схожим на с). У такому виді («я») її закріпили під час запровадження гражданського шрифту.

## В українській абетці
Я — тридцять третя літера української абетки.
Застаріла форма українського рукописного я походить власне від лігатури іа і виглядає як сполучене внизу «ɛı», або волапюкова літера «ꞛ». Велика рукописна я при цьому може виглядати й як «Я» або «Ꙗ».

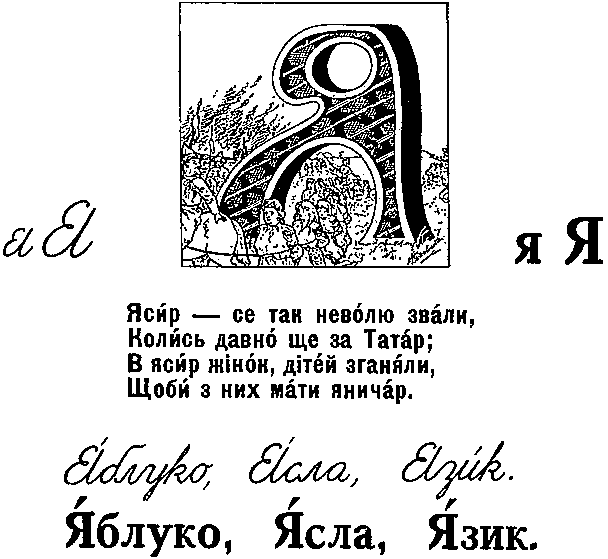
Частина сторінки з української емігрантської абетки

Алтернативні літери (включно з Ꞛ, подібною на рукопсну Я) запропоновані до абетки волапюк у 1888

## Цікаві факти
- В українській мові існує слово, що складається з одної цієї літери — особовий займенник «я», що може в певних випадках вживатися і в функції іменника (як філософський термін). «Я» — один з ключових термінів у психоаналізі.
- У церковнослов'янській мові з одної букви ѧ (читається як «я») складаються кілька займенників третьої особи: однини жіночого роду у називному відмінку і множини всіх родів у знахідному відмінку, що відповідають українським «вона», «їх».

## Таблиця кодів
| Кодування     | Регістр | Десятковий код | 16-ковий код | Вісімковий код | Двійковий код     |
| ------------- | ------- | -------------- | ------------ | -------------- | ----------------- |
| Юнікод (Я, я) | Велика  | 1071           | 042F         | 002057         | 00000100 00101111 |
| Юнікод (Я, я) | Мала    | 1103           | 044F         | 002117         | 00000100 01001111 |
| Юнікод (Ꙗ, ꙗ) | Велика  | 42582          | A656         |                |                   |
| Юнікод (Ꙗ, ꙗ) | Мала    | 42583          | A657         |                |                   |
| Юнікод (Ѧ, ѧ) | Велика  | 1126           | 0466         | 002146         | 00000100 01100110 |
| Юнікод (Ѧ, ѧ) | Мала    | 1127           | 0467         | 002147         | 00000100 01100111 |
| ISO 8859-5    | Велика  | 207            | CF           | 317            | 11001111          |
| ISO 8859-5    | Мала    | 239            | EF           | 357            | 11101111          |
| KOI 8         | Велика  | 241            | F1           | 361            | 11110001          |
| KOI 8         | Мала    | 209            | D1           | 321            | 11010001          |
| Windows 1251  | Велика  | 223            | DF           | 337            | 11011111          |
| Windows 1251  | Мала    | 255            | FF           | 377            | 11111111          |